# Kronflyghöna
Kronflyghöna (Pterocles coronatus) är en fågel i familjen flyghöns inom ordningen flyghönsfåglar. Den förekommer i öknar och halvöknar från Sahara i Afrika till Indien. Beståndet anses vara livskraftigt.

## Kännetecken

### Utseende
Kronflyghönan är en medelstor flyghöna, i storlek och dräkt mellan strimmig flyghöna och ökenflyghöna som den delvis delar utbredningsområde med. Det mest tydliga kännetecknet är de svartaktiga vingpennorna som kontrasterar mot ljusa täckare på både över- och undersidan av vingen.
Hanen är otecknat grå under, på halssidorna gulorange, bröst och nacke blågrå samt hjässa rödbrun. Från panna till haka går ett svart vertikalt streck, med ett vitt dito innanför. De gråbruna vingarna är översållade av mattgula fläckar.
Honan liknar hanen men saknar ansiktsteckningen och är tätt tvärfläckad i svart över hela kroppen. Den är därmed rätt lik strimmig flyghöna men har till skillnad från denna är strupen nästan otecknat ockrafärgad.

### Läten
Kronflyghönans flyktläte beskrivs som ett hårt, stötigt och nasalt "tju-ku tju-ku-kurr".

## Utbredning och systematik
Kronflyghönan förekommer fläckvist från Sahara genom Mellanöstern till Indien. Den delas in i fem underarter med följande utbredning:
- Pterocles coronatus coronatus – förekommer från centrala Sahara till Medelhavet och Marocko österut till Röda havet
- Pterocles coronatus vastitas - förekommer på Sinaihalvön och i öknar i södra Israel och Jordanien
- Pterocles coronatus atratus – förekommer från södra Arabien, Irak och södra Iran till västra Pakistan och Afghanistan
- Pterocles coronatus saturatus – förekommer i bergsområden i centrala Oman
- Pterocles coronatus ladas – förekommer i norra Pakistan (Kashmir) och angränsande Indien

Tillfälligt har den påträffats i Mali.

### Släktestillhörighet
DNA-studier visar att arterna inom släktet Pterocles inte är varandras närmaste släktingar. Exempelvis är kronflyghönan närmare släkt med stäppflyghöna i släktet Syrrhaptes än med vitbukig flyghöna (Pterocles alchata). Dessa forskningsresultat har ännu inte lett till några taxonomiska förändringar.

## Ekologi
Arten häckar i öken och halvöken på lägre nivåer eller på steniga och torra slätter med ringa växtlighet. Den besöker till skillnad från strimflyghönan vattenställen i stort sett enbart på morgonen.

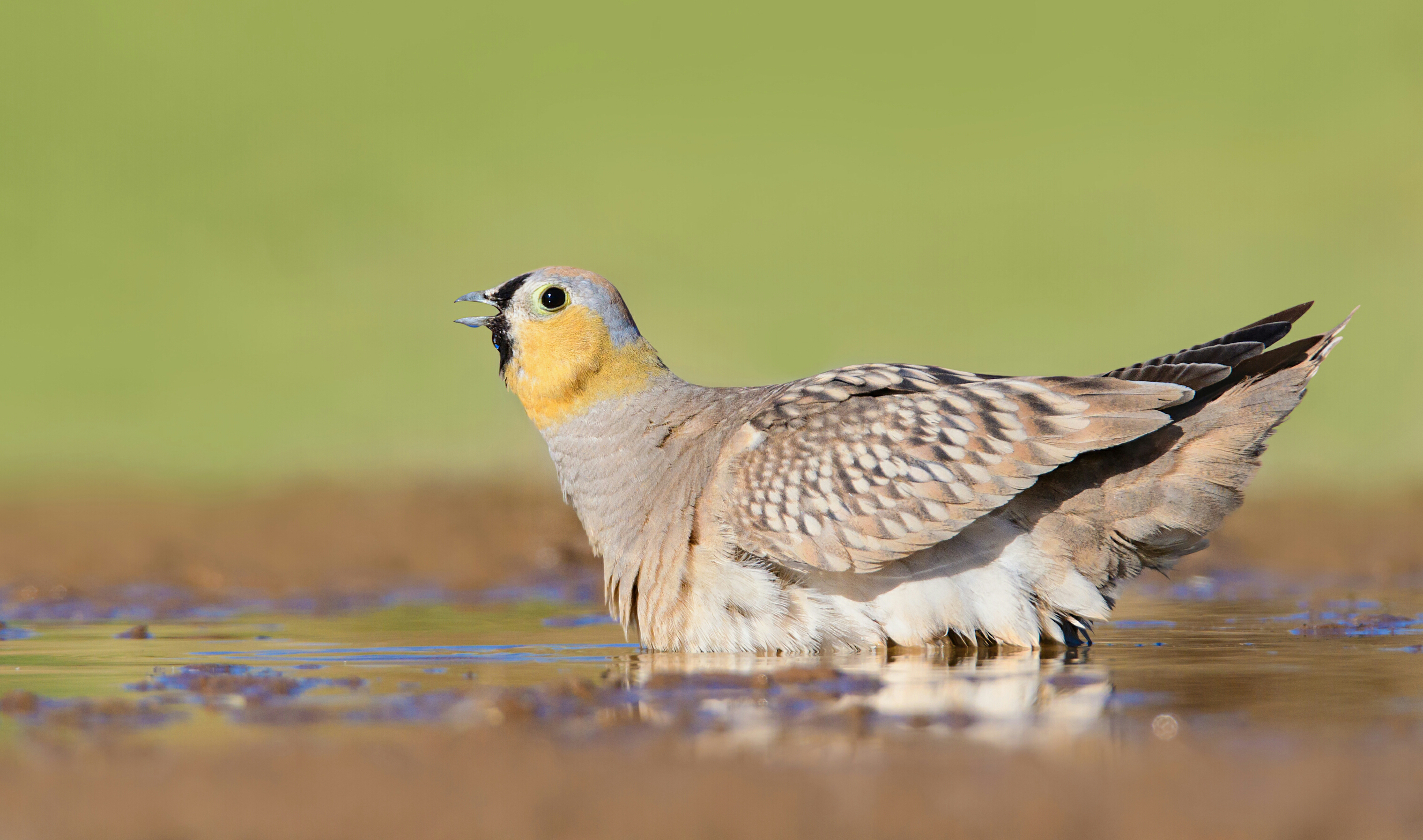

Fågeln häckar från april till juli i Nordafrika, redan från mars i Tchad och Oman. Boet är en uppskrapad grop bland småsten eller i sand, ibland med en ring småstenar kring. Den lägger vanligtvis tre ägg. Föräldrarna delar på ruvandet på så sätt att hanen intar nattskiftet en timme före solnedgången. Ungarna kan födosöka direkt efter kläckning men får vatten morgon och kväll som föräldern, möjligen huvudsakligen eller enbart hanen, bär med sig i sina bukfjädrar från närmaste vattenställe.

## Status och hot
Arten har ett stort utbredningsområde och en stor population med stabil utveckling. Utifrån dessa kriterier kategoriserar IUCN arten som livskraftig (LC). Världspopulationen har inte uppskattats, men den beskrivs som vanlig och vida spridd i stora delar av utbredningsområdet, dock ovanlig i norra Västafrika och vanlig till mycket vanlig i Algeriet.